# Awikularyna
Awikularyna – organiczny związek chemiczny z grupy flawonoidów wyodrębniony z Polygonum aviculare. Glikozyd ten występuje także w Rumex dentatus, Cinchona officinalis, Loranthus parasiticus, Vaccinium myrtylius, Vaccinium vitis-idaea, Juglans regia, Psittacanthus cuneifolius, Lindera umbellata, Lespedeza cuneata, Chimaphila umbellata, Rhododendron dauricum, Psidium guajava, Polygonum bistorta, Filipendula ulmaria.
W badaniach na psach dożylne podanie dawki 0,05–2 mg/kg powodowało niedociśnienie i tachyfilaksję oraz wielomocz. W badaniach na szczurach przy dawce 34 mg/kg podanej doustnie i pozajelitowo także zaobserwowano efekt diuretyczny proporcjonalny do podanej dawki. LD50 przy podaniu dootrzewnowym u myszy wynosi 1,17 g/kg. U ludzi awikularyna może powodować obniżenie ciśnienia krwi, powiększenie tętnic wieńcowych oraz zwiększony dopływ krwi do serca.